# Иван Никулин — русский матрос
«Иван Никулин — русский матрос» — советский художественный фильм (киноповесть) о Великой Отечественной войне по одноимённой повести Леонида Соловьёва. В основе сюжета — реальная история, опубликованная газетой «Красный флот».

## Сюжет
Публикация политрука И. Мирошничекно от 19 августа 1942 года в газете "Красный флот" стала основой для повести Л. В. Соловьёва, позднее переработанный в сценарий.
Лето 1942 года. Моряки Черноморского флота Иван Никулин и Василий Клевцов возвращаются в свои экипажи. В поезде к ним присоединяются другие матросы. Неожиданно путь эшелону преграждает немецкий десант. Краснофлотцы дают решительный отпор, но, вынужденные далее следовать своим ходом, организовывают партизанский отряд во главе с Иваном Никулиным — и продолжают героический путь к Чёрному морю.

## В ролях
- Иван Переверзев — Иван Никулин
- Борис Чирков — Захар Фомичёв
- Степан Каюков — «Папаша»
- Эраст Гарин — Тихон Спиридонович
- Зоя Фёдорова — Маруся Крюкова
- Николай Сидоркин — Николай Жуков
- Сергей Никонов — Василий Клевцов
- Всеволод Санаев — Алёха, он же Алексей Митрофанович Лушников, машинист
- Михаил Румянцев — итальянец
- Виктор Бубнов — военный комендант
- Александра Данилова — эпизод

## Съёмочная группа
- Автор сценария — Леонид Соловьёв
- Режиссёр — Игорь Савченко
- Оператор — Фёдор Проворов, Георгий Рейсгоф
- Художники-постановщики — Константин Юон, М. Самородский
- Композитор — Сергей Потоцкий
- Звукорежиссёр — Н. Мина
- Директор картины — Яков Анцелович

## Технические особенности
Фильм снят по трёхплёночному процессу отечественным киносъёмочным аппаратом «ЦКС-1», аналогичным аппаратам «Техниколор». По этой технологии снято всего несколько фильмов: «Цветущая юность», «Лиса и волк», «Завещание» и «Сказка о рыбаке и рыбке». В цвете по гидротипному процессу отпечатан небольшой тираж фильмокопий, а в широкий прокат фильм печатался по более массовой чёрно-белой технологии с зелёного цветоделённого негатива. Впоследствии из-за дороговизны и сложности в СССР этот процесс не применялся, заменённый появившимися многослойными цветными киноплёнками. Фильм в течение длительного времени был известен только в чёрно-белом виде. В 1996 году Госфильмофонд совместно с НИКФИ восстановил цветную копию картины и впервые показал 29 января 1997 года на кинофестивале архивного кино «Белые столбы». Первый телевизионный показ был осуществлён на канале МТК (ныне «3 канал») 23 февраля 1997.

## Критика
Газета Правда в рецензии А. Крона отмечает режиссёрскую работу И. Савченко, актёрскую игру И. Переверзнева и исполнителя роли второго плана Э. Гарина и Б. Чиркова.

## Песня
Стихи: А. Сурков
Музыка: С. Потоцкий
Исполняет: Борис Чирков, анс. Александра Цфасмана